# 叢文蔚
叢文蔚（1532年—？），字豹卿，號玉臺，南京錦衣衛軍籍山東文登縣人，明朝政治人物。

## 生平
嘉靖三十七年（1558年）戊午科應天府鄉試第四十名舉人。隆慶二年（1568年）中式戊辰科會試第一百二名，三甲第一百四十七名進士。授浙江乌程县知县，卒于官。

## 家族
曾祖叢廣；祖父叢仁；父叢茂林，母路氏；繼母倪氏。具庆下。兄文炳。弟文光、文焕、文辉、文烨、文炜、文耀、文燦、文同、文燧。